# Петровский (Саратовская область)
Петровский — посёлок в Краснопартизанском районе Саратовской области, административный центр сельского поселения Рукопольское муниципальное образование.
Население — 536 (2010) человек.

## История
Основан в 1934–1935 годах при создании и затоплении Толстовского водохранилища. В этот же период в Петровском и Рукополе был образован колхоз "Комсомолец". В 1973 году была открыта новая средняя школа со столовой и спортзалом, при ней также были построены теплица, интернат и учебный корпус для знакомства с сельхозтехникой и прохождения аттестации на тракториста-машиниста. Посёлок Петровский являлся административным центром центром Рукопольского сельсовета, центральная усадьба колхоза находилась в Рукополе.

## Физико-географическая характеристика
Посёлок находится в Заволжье, на реке Толстовка, чуть ниже водохранилища Толстовское, на высоте около 50 метров над уровнем моря. Почвы — тёмно-каштановые.
Посёлок расположен примерно в 15 км по прямой к северо-востоку-востоку от районного центра рабочего посёлка Горный. По автомобильным дорогам расстояние до районного центра составляет 25 км, до областного центра города Саратов — 240 км, до Самары — также около 240 км.
Часовой пояс
Петровский, как и вся Саратовская область, находится в часовой зоне МСК+1. Смещение применяемого времени относительно UTC составляет +4:00.

## Население
Динамика численности населения по годам:
| Годы      | 2002 |
| --------- | ---- |
| Население | 667  |

| 2002 | 2010 |
| ---- | ---- |
| 667  | ↘536 |

Национальный состав
Согласно результатам переписи 2002 года русские составляли 90 % населения села.

## Известные уроженцы
- Оноприенко, Филипп Петрович (1919—2005) — заслуженный военный лётчик СССР.